# ダブルアート
ダブルアートは、吉本興業（大阪本部）所属のお笑いコンビ。2008年4月結成。NSC大阪校30期生。

## メンバー
タグ（1985年1月22日 - ）（40歳）
本名および旧芸名、田口 誠（たぐち まこと）。
ボケ担当、立ち位置は向かって左。
兵庫県神戸市出身。
身長173 cm、体重62 kg、血液型B型。
2016年より、芸名を本名から「タグ」に改名。
ミキの冠番組である『BUZZってミキ』（大阪チャンネル・GAORA）にてfoxeyeというキャラが誕生した。
真べぇ（しんべぇ、1984年1月18日 - ）（41歳）
本名および旧芸名、池田 真一（いけだ しんいち）。
ツッコミ担当、立ち位置は向かって右。
兵庫県神戸市出身。
身長177.5 cm、体重103.4 kg（減量中）、血液型A型。
趣味はフットサル。
氷室京介のモノマネを中学生の頃からしていた。
漫才中は扇子を持っている。
2016年より、芸名を本名から「真べぇ」に改名した。
2017年4月に大阪市内に居酒屋「こっちこっち～」を開店したが、2022年5月いっぱいで閉店した。
ニューヨーク嶋佐曰く「西の大兄貴分」。同コンビ屋敷曰く「西の若手の子はみんな真べぇさんの言うことを聞く」。ニューヨークのYouTubeチャンネルにて行われた企画「よしもと芸人の巨大LINEグループを作ろう」にて、ニッポンの社長・ケツなどの西の若手を一度に100人以上招待した。

## 概要
- コンビ名の由来は、かつて2人が所属していた神戸市須磨区殿津谷を拠点として活動を行っていたハードコアバンド「WART」をもじって付けられた。タグは「TAG」という名でボーカルを、真べぇは「SHIN-CHANG」の名でベースを担当していた。ちなみに真べぇはバンド時代から太り始めていた。
- 2008年に「WART」が解散し、2人がコンビを結成。NSCを一緒に受験したが、タグだけが不合格になる。そして真べぇだけがNSCに通学していたが、先生に確認したところ、実は合格していて郵便事故で合格通知が届いていなかったため、タグは途中入学することになった[4]。
- 2人ともにNSC大阪校30期生で、令和喜多みな実（旧：プリマ旦那）、アイロンヘッド、尼神インター、バンビーノ、ツートライブなどが同期。アイロンヘッド、バンビーノ、ツートライブの3組にミキを加えた5組で『プラチナ5』というお笑いユニットを結成し活動している[5]。

## 出演

### テレビ
- 関西発!才能発掘TV マンモスター → 関西発!才能発掘TV マンモスター＋（毎日放送） - 真べぇのみ、ナレーション
- バズ★ナイトナマー!（毎日放送）- レギュラー出演
- なるみ・岡村の過ぎるTV（ABCテレビ）- 主に真べぇが「グルメF4」のメンバーとして不定期出演
- やすとものいたって真剣です（ABCテレビ） - タグのみ、DIY企画に不定期出演

### ラジオ
- ダブルアートの Saturday Music Show（笑）（FM大阪）
- ダブルアートの真剣音楽道（FM大阪）
- よしもとラジオ高校〜らじこー（FM大阪） - 火曜日担当

## 出囃子
- JAPAN-狂撃-SPECIAL 「なめんな音頭」

## ネタ
キャン玉見てない？
タグの先輩への挨拶がしっかりできているのかを真べぇが確認する。タグのお辞儀が深すぎ、真べぇのキャン玉の前に顔が来てしまう。その際に真べぇは「キャン玉見てない？」と聞くが、タグは「見てるよ」と正直に答える。
目グリグリすな！
タグが先生になり、タバコを吸う高校生役の真べぇを説教する。はじめは優しく注意するタグだが言う事を聞かない真べぇに対し、目にたばこをグリグリと押し当てる。その時に「キャー！目グリグリすな！」と叫ぶ真べぇの顔は、まさに断末魔。

## 賞レースでの戦績

### M-1グランプリ
| 年度   | 成績         | 会場                           | 日時       | 備考              |
| ------ | ------------ | ------------------------------ | ---------- | ----------------- |
| 2010年 | 準々決勝進出 | なんばグランド花月             | 2010/12/04 | 予選通過順位 49位 |
| 2015年 | 3回戦進出    | よしもと漫才劇場               | 2015/10/27 |                   |
| 2016年 | 3回戦進出    | よしもと祇園花月               | 2016/10/20 |                   |
| 2017年 | 3回戦進出    | よしもと漫才劇場               | 2017/10/25 |                   |
| 2018年 | 2回戦進出    | YES THEATER                    | 2018/10/11 |                   |
| 2019年 | 3回戦進出    | よしもと漫才劇場               | 2019/10/29 |                   |
| 2020年 | 2回戦進出    | COOL JAPAN PARK OSAKA SSホール | 2020/10/29 |                   |
| 2021年 | 3回戦進出    | よしもと漫才劇場               | 2021/10/25 |                   |
| 2022年 | 準々決勝進出 | なんばグランド花月             | 2022/11/15 |                   |
| 2023年 | 3回戦進出    | よしもと漫才劇場               | 2023/10/31 | ラストイヤー      |

### キングオブコント
- 2020年 準々決勝進出
- 2021年 1回戦敗退
- 2022年 準々決勝進出
- 2023年 準々決勝進出
- 2024年 準々決勝進出
- 2025年 準決勝進出

### その他
- 第1回上方漫才協会大賞 トータルコーディネイト賞
- 第6回 MBSラジオ演芸ヤングスネーク杯 準優勝
- 歌ネタ王決定戦2018 準決勝進出（タグのみ田口合奏団として）
- キングオブコント2021 1回戦進出
- オールザッツ漫才ゴールデンSP 2023 準優勝[8]
- 2024年 THE SECOND 〜漫才トーナメント〜 ノックアウトステージ16→8 進出
- 2025年 ダブルインパクト 準々決勝進出

## 単独ライブ
- 「反はん骨コツ」（2010年8月）※初単独ライブ
- 「ダブルアートの30分」（2013年12月21日、2014年2月10日/5upよしもと）
- 「反はん骨コツ ～罰ギマり3600秒～」（2014年3月25日/5upよしもと）
- 30分単独ライブ「仲良し集まれ！みんな大好き！」（2014年6月13日/5upよしもと）
- 「ダブルアートの30分」（2014年7月25日/5upよしもと）
- 「ダブルアートの30分」（2014年11月10日/5upよしもと）
- 「反はん骨コツVol.3 ～みんなこっちこっち～！ダブルアートの3600秒は尋常じゃねぇ！～」（2015年4月25日/道頓堀ZAZA POCKET'S）
- 「ダブルアートは二人組」（2017年7月22日/よしもと漫才劇場）
- 「劇場版 頭裸裸 ～ダブルアート タグによるコントイベント～」（2018年4月23日/よしもと漫才劇場）
- 「ダブルアートは2人ともダブルアート」（2018年7月29日/よしもと漫才劇場）
- 「ダブルアートの凄く凄い」（2019年1月26日/よしもと漫才劇場）
- 「ダブルアートの笑顔ふやし」（2019年3月30日/よしもと漫才劇場）
- 「はっきり言ってダブルアート」（2019年5月25日/よしもと漫才劇場）
- 「ダブルアートの悪魔も天使も笑かすぜ！」（2019年7月21日/よしもと漫才劇場）